# Sébastien Wüthrich
Sébastien Wüthrich (* 29. Mai 1990 in Neuchâtel) ist ein Schweizer ehemaliger Fussballspieler, der im linken offensiven Mittelfeld zum Einsatz kam.

## Karriere

### Verein
Wüthrich begann seine Karriere mit La Locle Sports. 2002 wechselte er in die Jugend von Neuchâtel Xamax. Im Sommer 2007 wurde der Linksfüsser ins Axpo-Super-League-Team befördert und kam bis Dezember 2011 auf 103 Spiele, in denen er 10 Tore erzielte. Sein Ligadebüt gab Wüthrich 4. November 2007 beim 1:1 gegen den FC St. Gallen. Bis zum Saisonende 2007/08 kam der Mittelfeldspieler auf insgesamt acht Einsätze und schaffte mit Xamax den Ligaerhalt.
In der folgenden Spielzeit entwickelte sich Wüthrich zum Stammspieler, obwohl er erst am achten Spieltag erstmals zum Einsatz kam, wo er gegen den FC Vaduz aber gleich seine erste Vorlage als Berufsfussballer lieferte. Nachdem er zuvor meistens eingewechselt worden war, kam er ab Dezember 2008 regelmässig von Beginn an ins Spiel. Am 22. Februar 2009 gelang ihm beim 3:2 gegen den FC Sion per Kopfball sein erstes Profitor, dem er später gegen die Young Boys Bern und die Grasshoppers Zürich noch weitere folgen liess. Nach insgesamt 24 Spielen in der Super League kam er 2008/09 neben seinen drei Treffern auch auf sieben Assists. Auch dank Wüthrich konnte Xamax erneut den Klassenerhalt feiern. Im September 2008 hatte er auch sein Debüt im Schweizer Cup beim 2:0-Auswärtssieg gegen Saxon Sports gegeben.
In der Saison 2009/10 lief Wüthrich 29 Mal für Xamax in der Super League auf. Am 31. August erzielte er beim 3:1 in Zürich bei den Grasshoppers per Elfmeter sein erstes Saisontor. Gegen St. Gallen und noch einmal gegen die Grasshoppers traf er ebenfalls. Dazu lieferte er in diesem Jahr aber nur drei Vorlagen. Im Schweizer Cup beim FC La Comb (8:0) erzielte er sein erstes Tor in diesem Wettbewerb.
Einen engen Kampf um den Klassenverbleib hatte Xamax 2010/11 zu bestehen. Am Ende sicherte man sich mit einem Punkt Vorsprung auf den Abstiegsplatz den rettenden achten Rang in der Tabelle. Wüthrich trug zum Klassenerhalt mit den Siegtreffern beim 1:0 bei den Young Boys Bern und beim 2:1 beim FC Sion bei, dazu gab er vier Assists. Von 24 Saisonspielen absolvierte er aber nur drei komplett. Im Schweizer Cup erreichte er mit Xamax in diesem Jahr das Finale, das allerdings mit 0:2 gegen den FC Sion verloren ging. Wüthrich wurde dabei schon zur Halbzeit ausgewechselt.
In der Saison 2011/12 hat er 19 Partien absolviert. Gegen den FC Zürich und den FC Thun gelangen ihm dabei Tore. Bislang hat er vier Vorlagen zu Buche stehen. Auch beim Zweitrunden-Aus im Pokal beim SC Kriens (1:2) traf Wüthrich.
Im Januar 2012 verlor sein Vertrag bei Xamax seine Gültigkeit, nachdem Xamax zunächst die Lizenz entzogen worden war und der Klub wenig später Konkurs anmeldete. Wüthrich wechselte daraufhin ebenso wie seine Mannschaftskollegen Vullnet Basha und Max Veloso zum FC Sion, wo er einen Vertrag bis 2015 erhielt. Am 5. Februar machte Wüthrich beim 0:0 gegen den FC Basel sein erstes Spiel für den neuen Arbeitgeber.
Im Sommer 2012 verletzte er sich jedoch bei einem Testspiel gegen den FCO Dijon, weshalb er erst im September wieder am Spielbetrieb teilnehmen konnte.
Ende Februar 2013 wechselte Wüthrich leihweise bis Sommer 2014 zum FC St. Gallen. Es folgten Wechsel zum FC Aarau und zu Servette FC Genève. Nach drei Saisons in Genf wurde sein Vertrag nicht mehr verlängert. Am 5. Oktober 2020 unterschrieb er in Rumänien einen Vertrag bei Astra Giurgiu. Mit dem Klub aus Giurgiu spielte er 24-mal in der zweiten rumänischen Liga. Im Juli 2021 zog es ihn nach Asien. Hier unterschrieb er in Thailand einen Vertrag bei Ratchaburi Mitr Phol. Der Verein aus Ratchaburi spielte in der ersten thailändischen Liga, der Thai League. Für den Erstligisten bestritt er 13 Spiele in der Liga.

### Nationalmannschaft
Von 2007 bis 2012 absolvierte Wüthrich insgesamt 26 Partien für diverse Schweizer Jugendnationalmannschaften und erzielte dabei vier Treffer.
Für die U-19 debütierte er am 10. Juni 2009 beim 1:1 im Freundschaftsspiel in Belgien. Im Juli 2009 nahm er mit der Schweizer Mannschaft an der Endrunde der Europameisterschaft teil. Im ersten Spiel gegen England erzielte Wüthrich in der Nachspielzeit den Ausgleich zum 1:1. Nach einem 2:1 gegen Slowenien und einem 0:1 gegen die Ukraine schied die Schweiz dennoch bereits in der Vorrunde aus.
Am 12. August 2009 bestritt Wüthrich seine erste Partie für die U-21-Nationalmannschaft beim 0:1 in der EM-Qualifikation gegen Estland. Danach machte er noch zwei weitere Spiele für die U-21 und wurde ab November 2010 in die U-20 zurückversetzt, für die er beim 3:0 in Polen im März 2011 sein erstes Tor schoss. Ab August 2011 spielte er wieder in der U-21 seines Heimatlandes.

## Erfolge
- Schweizer Pokalsieger: 2015